# Tutontschana
Die Tutontschana (russisch Тутончана), auch Tutonschana (Тутоншана) genannt, ist ein 459 km langer, nördlicher bzw. rechter Zufluss der Unteren Tunguska im Putoranagebirge, dem Nordwestteil des Mittelsibirischen Berglands, jeweils im Norden der Region Krasnojarsk, von Mittelsibirien und Russland (Asien).

## Verlauf
Die Tutontschana entspringt im Südwestteil des Putoranagebirges südlich eines in der Bergkette Woswyschennost Taldaktakon gelegenen und 892 m hohen Bergs. Sie durchfließt die unbesiedelten Südwestausläufer des Gebirges in überwiegend südlicher Richtung und verläuft dabei, den nördlichen Polarkreis in Richtung Süden kreuzend, in einem Tal des Sywermaplateaus durch Zonen der Waldtundra. Einiges nach Passieren des Bergs Awsa (761 m) mündet sie bei Tutontschany auf etwa 65 m Höhe in die Untere Tunguska, die 444 Flusskilometer unterhalb davon in den Jenissei mündet.

## Zuflüsseund Eisgang
Zu den vielen Zuflüssen der Tutontschana, deren Einzugsgebiet etwa 16.800 km² groß ist, gehören Muili, Chomtogo, Delingde, Churingda, Obere Chikili, Biltschany und Untere Chikili. Der Fluss ist etwa von Oktober bis Ende Mai oder Anfang Juni von Eis bedeckt. Wenn anschließend der Permafrostboden der Region antaut und Eis und Schnee schmelzen, entstehen oftmals starke Hochwasser.